# 배설 장애
배설 장애(排泄障礙, 영어: elimination disorder)는 아동이 고의든 아니든 대소변 가리기를 제대로 하지 못할 경우를 말하며, 유뇨증과 유분증이 여기에 포함된다. 배설기능의 정상적인 발달단계는 야간에 대변을 가리고, 주야간에 대변을 가리며, 주야간에 소변을 가리고, 야간에 소변을 가리는 순서이다. 이러한 발달은 일반적으로는 만 2세부터 만 4세까지 서서히 이루어지며, 평균적으로 대소변 가리기 훈련에 걸리는 시간은 약 3개월 정도이다. 남자아이보다는 여자아이가 대체로 빨리 가리기 시작하고, 대부분 소변보다는 대변을 더 빨리 가린다. 이러한 대소변 가리기는 소아의 지적능력, 사회성숙도, 문화적 요소 및 모자사이의 심리적 상호교류 등의 요인에 의해 영향을 받는다.

## 같이 보기
- 배설